# Kinh tế Cuba
Kinh tế Cuba là một nền kinh tế kế hoạch tập trung đang phát triển, do chính phủ kiểm soát mặc dù vẫn có một số lượng doanh nghiệp đầu tư nước ngoài đáng kể ở nơi đây. Hầu hết các phương tiện sản xuất thuộc chính phủ và phần lớn lực lượng lao động làm cho nhà nước. Đầu tư vốn bị hạn chế và cần phải được chính phủ chấp thuận. Chính phủ Cuba quy định phần lớn giá cả các mặt hàng và định mức phân phối hàng cho công dân. Bộ trưởng Kinh tế và Kế hoạch Cuba đương nhiệm là ông José Luis Rodríguez García. Khả năng phát triển và hội nhập với nền kinh tế toàn cầu của Cuba hiện đang bị hạn chế do các lệnh trừng phạt từ phía Hoa Kỳ. Chính phủ hiện tại cũng đang nỗ lực trong việc cải cách kinh tế Cuba.

## Quản lý
Chính phủ Cuba tuân theo các nguyên tắc xã hội chủ nghĩa trong tổ chức nền kinh tế kế hoạch hóa to lớn do nhà nước kiểm soát của họ. Đa số các phương tiện sản xuất thuộc sở hữu và sự điều hành của chính phủ và đa số lực lượng lao động làm việc cho các công ty nhà nước. Những năm gần đây, đã có xu hướng chuyển dịch lao động sang lĩnh vực tư nhân.
Năm 2000, lĩnh vực công sử dụng 76% lực lượng lao động và lĩnh vực tư nhân sử dụng 23% so với tỷ lệ tương ứng là 91% và 8% năm 1981.
Năm 2006, lĩnh vực công cộng sử dụng 78% lực lượng lao động và tư nhân sử dụng 22% so với tỷ lệ này năm 1981 là 91.8% và 8.2%. Đầu tư vốn bị hạn chế và buộc phải được sự đồng ý của chính phủ. Chính phủ Cuba áp đặt hầu hết các loại giá cả và khẩu phần lương thực cho các công dân. Hơn nữa, bất kỳ một công ty nào muốn thuê nhân công Cuba phải trả tiền cho chính phủ Cuba, và chính phủ sẽ trả tiền trực tiếp cho người đó bằng đồng peso Cuba.
Bắt đầu từ cuối thập niên 1980, các khoản viện trợ của Xô viết cho nền kinh tế quản lý nhà nước của Cuba bắt đầu cạn kiệt. Trước khi Liên bang Xô viết sụp đổ, Cuba phụ thuộc vào Moskva về thị trường xuất khẩu và những khoản viện trợ tối cần thiết. Người Xô viết từng trả giá cao cho sản phẩm đường của Cuba trong khi cung cấp dầu mỏ cho nước này với giá thấp hơn thị trường. Sự biến mất của các khoản trợ cấp đó đã khiến nền kinh tế Cuba rơi vào một giai đoạn suy thoái nhanh chóng, được gọi là Giai đoạn Đặc biệt tại Cuba. Có thời điểm, Cuba nhận được các khoản viện trợ lên tới sáu tỷ dollar Mỹ.
Chính phủ Cuba đã phát triển đáng kể khả năng Du lịch y tế của họ, coi đó là một trong những phương tiện quan trọng mang lại thu nhập cho đất nước. Trong nhiều năm, Cuba đã phát triển các bệnh viện đặc biệt điều trị bệnh riêng cho người ngoại quốc và các nhà ngoại giao nước ngoài. Mỗi năm, hàng ngàn người châu Âu, người Mỹ Latinh, người Canada và người Mỹ tới đây để sử dụng các dịch vụ chăm sóc y tế có giá cả thấp hơn tới 80% so với tại Hoa Kỳ.

## Suy thoái (1991-2001)
Năm 1992, Hoa Kỳ thắt chặt lệnh cấm vận thương mại. Một số người tin rằng điều này có thể đã tới sự sụt giảm tiêu chuẩn sống tại Cuba và chạm tới điểm khủng hoảng chỉ trong vòng một năm.
Từ sau khi Liên Xô sụp đổ năm 1991, Cuba bị mất đi bạn hàng quan trọng nhất. Tiêu chuẩn sống người dân Cuba bị trượt theo một vòng xoáy đi xuống. Năm 1992, chính phủ đưa ra chính sách phân phối lương thực, càng trở nên gắt gao sau sự sụp đổ của Liên Xô. Ngoài ra, Cuba đã trải qua tình trạng thiếu hụt nhà ở vì chính phủ không thể đáp ứng nổi sự gia tăng nhu cầu. Tới cuối năm 2001, nghiên cứu cho thấy mức sống trung bình tại Cuba thấp hơn giai đoạn Xô viết. Những vấn đề chủ chốt là nhà nước không thể trả lương đáp ứng nhu cầu của người lao động và hệ thống phân phối luôn bị ám ảnh thường xuyên với tình trạng thiếu hụt hàng hóa.
Khi số lượng hàng hóa phân phối giảm suát, người Cuba dần phải quay sang chợ đen để có được những sản phẩm căn bản: quần áo, thực phẩm, đồ dùng gia đình, vật dụng chăm sóc sức khoẻ. Khu vực không chính thức này được nhiều người dân Cuba gọi là sociolismo. Ngoài ra, tình trạng tham nhũng nhỏ trong các ngành công nghiệp nhà nước, như ăn cắp tài sản nhà nước để bán ra chợ đen, cũng thường xảy ra.

## Khả quan

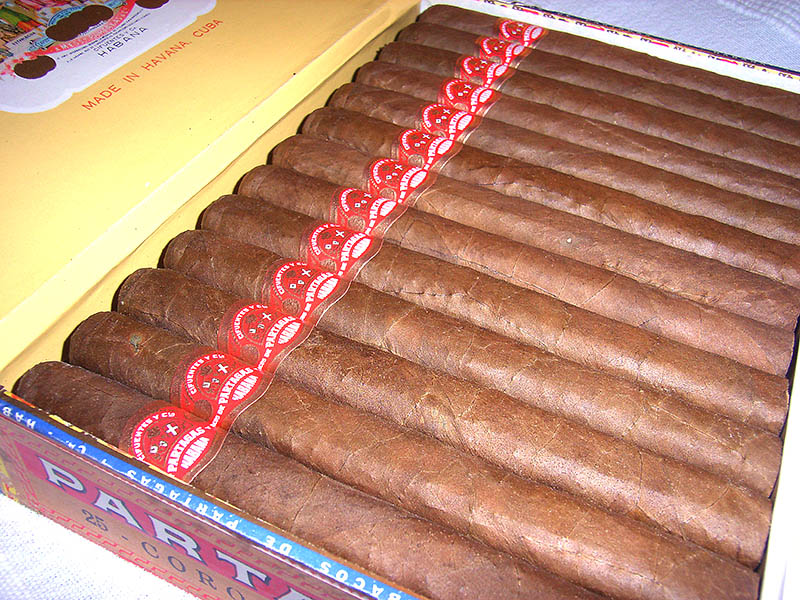
Xì gà La Habana có thương hiệu nổi tiếng thế giới cũng là nguồn thu ngoại tệ đáng kể của Cuba

Tương tự các quốc gia xã hội chủ nghĩa và có xu hướng xã hội chủ nghĩa sau sự sụp đổ của Liên bang Xô viết, Cuba đưa ra các biện pháp theo định hướng thị trường tự do giới hạn nhằm giải quyết tình trạng khan hiếm nghiêm trọng thực phẩm, hàng hóa tiêu dùng, và dịch vụ xảy ra khi các khoản viện trợ của Liên Xô chấm dứt. Những biện pháp này gồm cho phép một số công ty tư nhân hoạt động trong lĩnh vực bán lẻ và chế tạo, hợp pháp hóa sự sử dụng đồng dollar Mỹ trong thương mại và khuyến khích du lịch.
Năm 1996 du lịch đã vượt qua ngành công nghiệp mía đường để trở thành nguồn thu ngoại tệ lớn nhất cho Cuba. Cuba đã tăng gấp ba thị phần du lịch của mình tại Caribbean trong thập kỷ qua, với sự đầu tư to lớn vào hạ tầng du lịch, tỷ lệ tăng trưởng này được dự đoán sẽ còn tiếp diễn. 1.9 triệu du khách đã tới Cuba năm 2003 chủ yếu từ Canada và Liên minh châu Âu mang lại khoản tiền 2.1 tỷ dollar cho nước này.
Sự tăng trưởng nhanh chóng của lĩnh vực du lịch trong Giai đoạn Đặc biệt đã tác động mạnh mẽ tới kinh tế xã hội Cuba. Nó đã dẫn tới dự báo về sự xuất hiện của một nền kinh tế hai thành phần và tạo điều kiện thuận lợi cho một kiểu du lịch apartheid nhà nước trên hòn đảo này.
Trong những năm gần đây, sự nổi lên của Venezuela với vị Tổng thống Dân chủ Xã hội Hugo Chávez khiến Cuba có được nhiều khoản viện trợ từ nước này giúp cải thiện nền kinh tế. Viện trợ của Venezuela cho Cuba chủ yếu thông qua khoản cung cấp lên tới 80.000 barrel dầu mỏ mỗi ngày đổi lấy lao động chuyên gia và các mặt hàng nông nghiệp.
Trong nhiều năm qua, Cuba đã thu hồi lại một số biện pháp định hướng kinh tế thị trường đã được đưa ra trong thập kỷ 1990. Năm 2004, các quan chức Cuba đã công khai ủng hộ đồng Euro trở thành "đối trọng toàn cầu với đồng dollar Mỹ", và hạn chế đồng dollar trong dự trữ cũng như trong thanh toán thương mại. Những hạn chế ngày càng tăng của chính phủ Hoa Kỳ về đi lại của những người Mỹ gốc Cuba cũng như khoản tiền họ được phép mang về Cuba càng khiến chính phủ Cuba tăng kiểm soát sự lưu chuyển đồng dollar trong nền kinh tế.
Trong thập kỷ qua, người Cuba nhận được khoảng 600 triệu tới 1 tỷ dollar hàng năm, chủ yếu từ các thành viên gia đình đang sống tại Mỹ. Con số này bị ảnh hưởng bởi thực tế chính phủ Mỹ cấm các công dân của mình gửi quá 1.200 về Cuba.

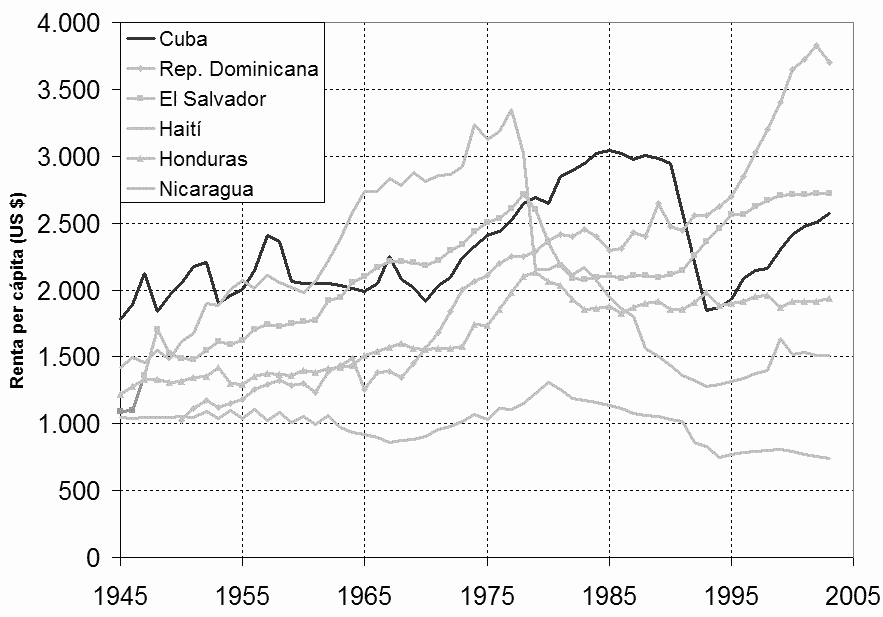
Biểu đồ tăng trưởng GDP của Cuba trong 60 năm (1945-2005) so với một số nước láng giềng nhỏ quanh vịnh Mexico

Năm 2005 Cuba xuất khẩu hàng hóa trị giá 2.4 tỷ dollar, xếp hạng 114 trên 226 quốc gia trên thế giới, và nhập khẩu 6.9 tỷ dollar, xếp hạng 87 trên 226 nước. Các đối tác thương mại chính của nước này là Hà Lan, Canada và Trung Quốc; các đối tác nhập khẩu chính là Venezuela, Tây Ban Nha và Hoa Kỳ. Các mặt hàng xuất khẩu chính của Cuba là đường, nikel, thuốc lá, cá, sản phẩm y tế, chanh, cà phê và lao động có tay nghề; các mặt hàng nhập khẩu gồm, thực phẩm, nhiên liệu, quần áo và máy móc. Cuba hiện có khoản nợ khoảng 13 tỷ dollar, chiếm xấp xỉ 38% GDP.
Theo Heritage Foundation, Cuba phụ thuộc vào các tài khoản tín dụng luân phiên từ nước này sang nước khác. Con số 35% thị phần đường thế giới trước kia của Cuba đã giảm xuống chỉ còn 10% vì nhiều yếu tố, gồm cả sự sụt giảm giá hàng hóa sử dụng đường Cuba kém tính cạnh tranh hơn trên thị trường thế giới.
Ở một thời điểm, Cuba từng là nước sản xuất và xuất khẩu đường lớn nhất thế giới. Tuy nhiên, vì tình trạng đầu tư kém và các thảm họa thiên nhiên, sản lượng đường của Cuba đã giảm nghiêm trọng. Năm 2002, hơn một nửa các nhà máy đường ở Cuba phải đóng cửa. Mùa thu hoạch gần đây nhất chỉ đạt 1.1 triệu mét tấn, thấp nhất trong gần một trăm năm qua, chỉ tương đương với sản lượng năm 1903 và 1904. Cuba chiếm 6.4% thị trường thế giới về nickel chiếm khoảng 25% tổng xuất khẩu Cuba.
Gần đây, một trữ lượng dầu mỏ lớn đã được tìm thấy tại Châu thổ Bắc Cuba dẫn tới việc các thành viên Jeff Flake và Larry Craig thuộc Quốc hội Hoa Kỳ kêu gọi bãi bỏ lệnh cấm vận với Cuba.